# Кизилтан (Зерендинський район)
Кизилта́н (каз. Қызылтаң) — село у складі Зерендинського району Акмолинської області Казахстану. Входить до складу Ортацького сільського округу.
Населення — 363 особи (2021; 394 у 2009, 508 у 1999, 505 у 1989).
Національний склад станом на 1989 рік:
- казахи — 100 %.

Станом на 1989 рік село називалось Кзилтан, ще раніше — Трофимовка.